# Puig Cervera
Der Puig Cervera ist ein 205,7 Meter hoher Berg an der Grenze der südfranzösischen Gemeinde Cerbère zur nordkatalanischen Gemeinde Portbou.

## Lagebeschreibung
Der Puig Cervera liegt unmittelbar an der Mittelmeerküste der Côte Vermeille und erhebt sich direkt über der Punta l'Ocell. Die Entfernung zum nordwestlich gelegenen Bahnhof von Cerbère beträgt rund 1000 Meter (Luftlinie). Über den  Puig Cervera verläuft die französisch-spanische Staatsgrenze, die unmittelbar hinter dem Gipfel mit dem Grenzkreuz N° 601 gekennzeichnet ist. Die Grenze folgt dann dem Gipfelgrat weiter nach Westen in Richtung einer 178 Meter hohen ersten Einsattlung. Auf diesem Grat befindet sich etwa 100 Meter vom Gipfel entfernt ein Sendemast.
Nach Osten bricht der Puig Cervera steil zum Meer hin ab. Das anstehende Gestein ist daher hervorragend aufgeschlossen. Am Wandfuß hat sich eine Höhle gebildet, die Cova Foradada. Der Strand am Wandfuß wird Französisch als Plage du Minerai oder Katalanisch als Platja del Mineral bezeichnet.

## Geologie
Der geologische Untergrund des Puig Cervera wird aus paläozoischen Schiefern des Albères-Massivs aufgebaut. Die gegen Ende der variszischen Gebirgsbildung im Oberkarbon vor rund 300 Millionen Jahren BP metamorphosierten Gesteine sind älter als 470 Millionen Jahre BP und gehören der Chloritzone der Grünschieferfazies an.

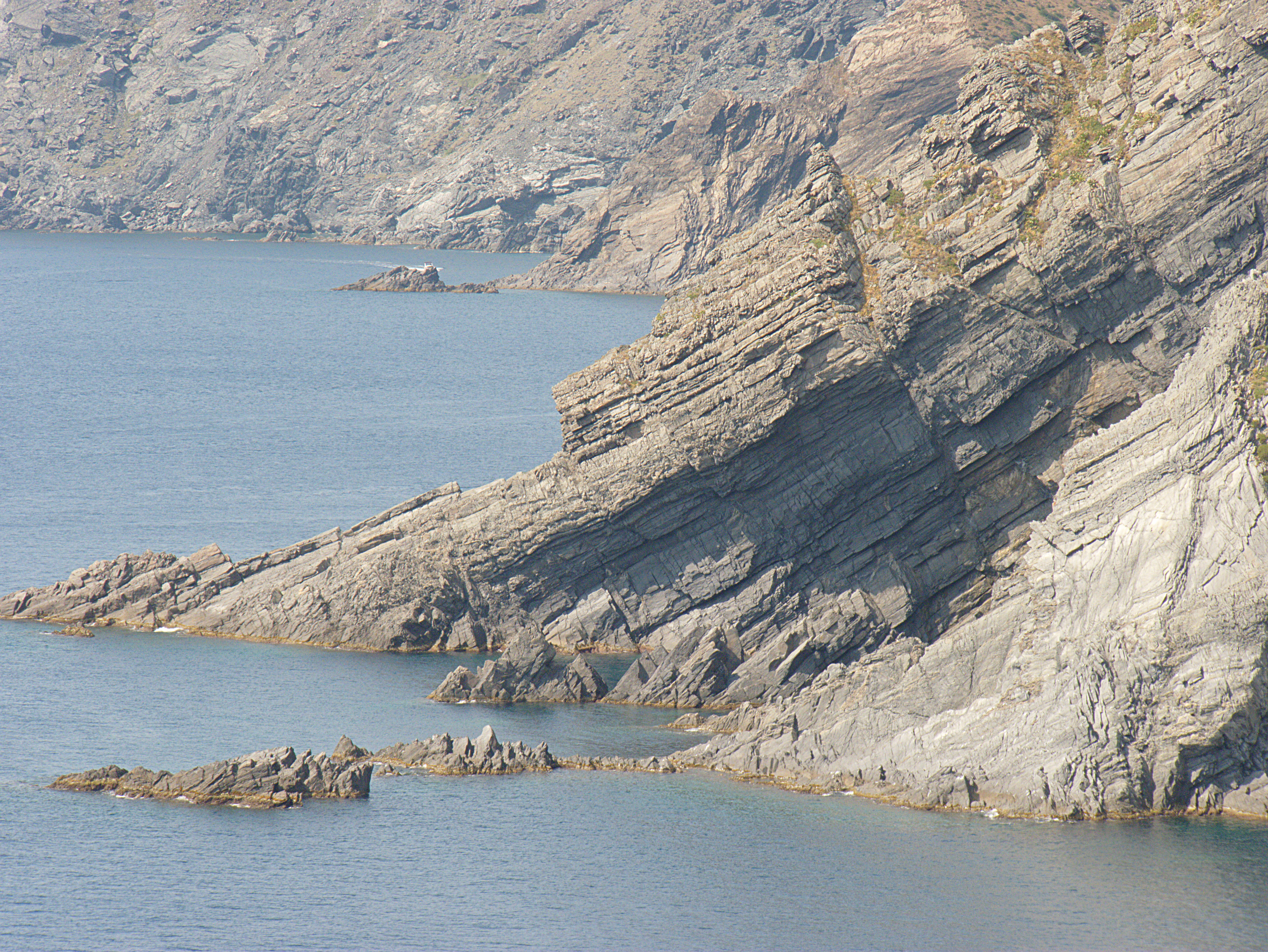
Die Punta l'Ocell, Beginn der Staatsgrenze
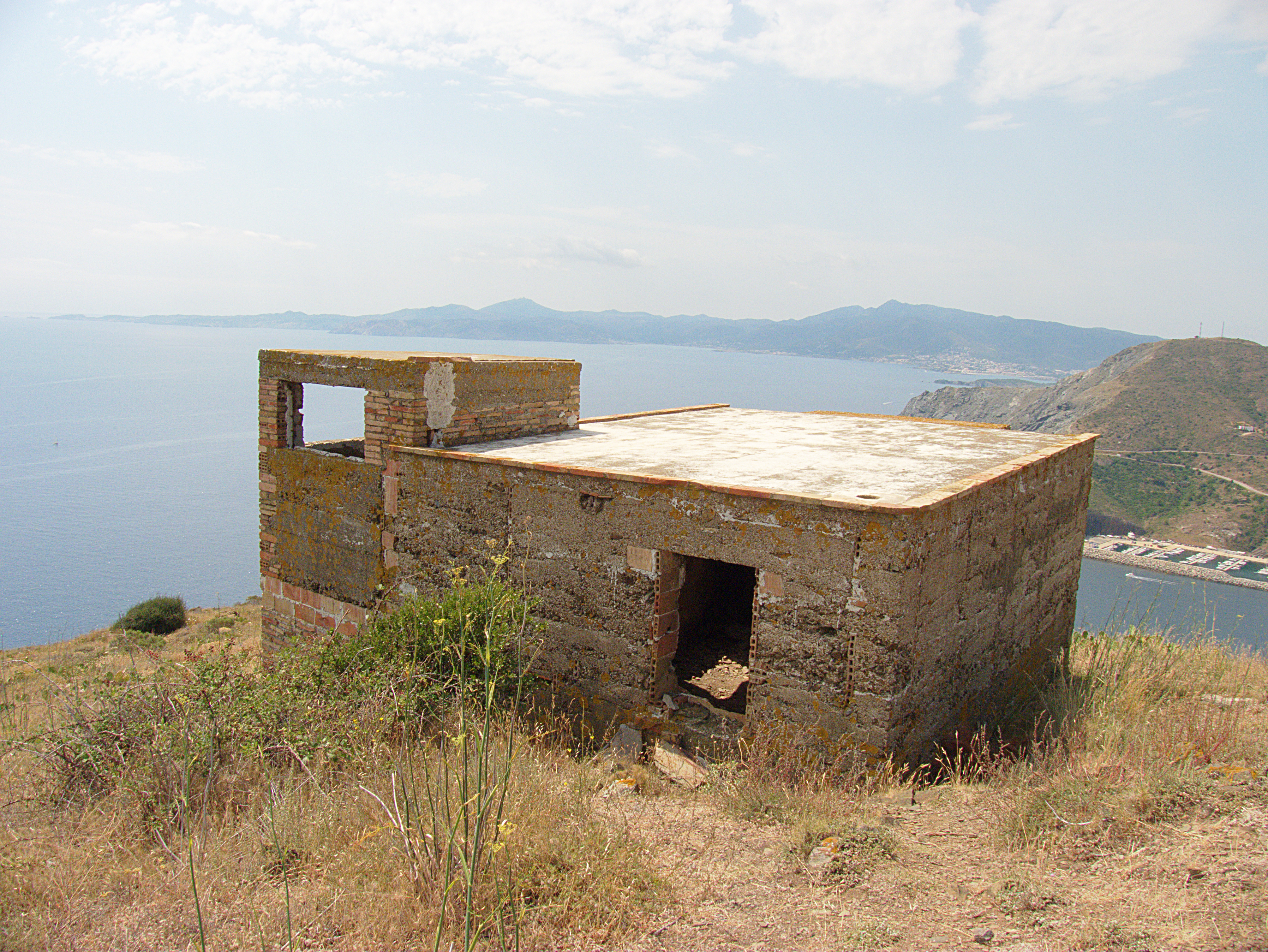
Ehemaliger Wachposten
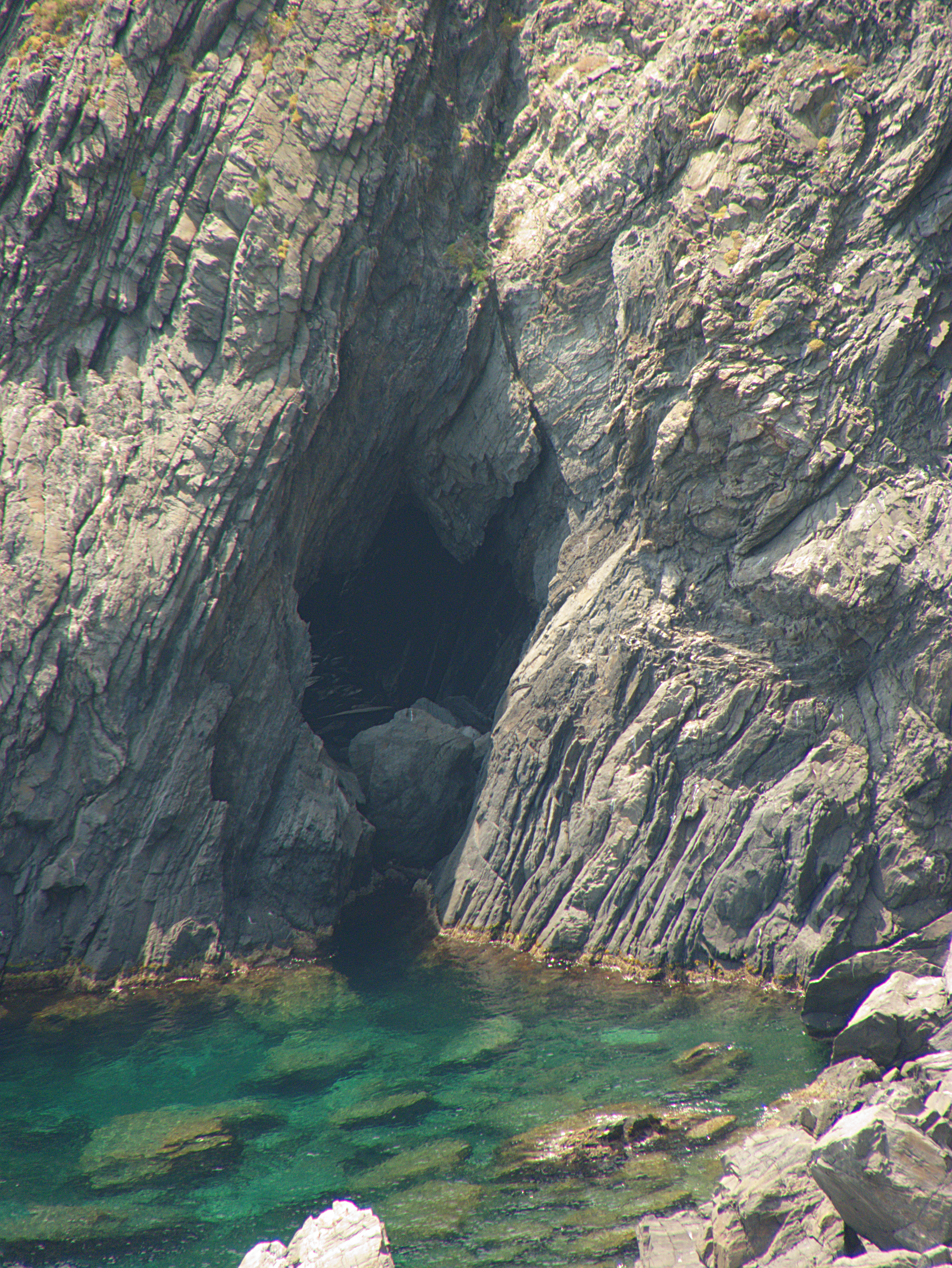
Cova Foradada
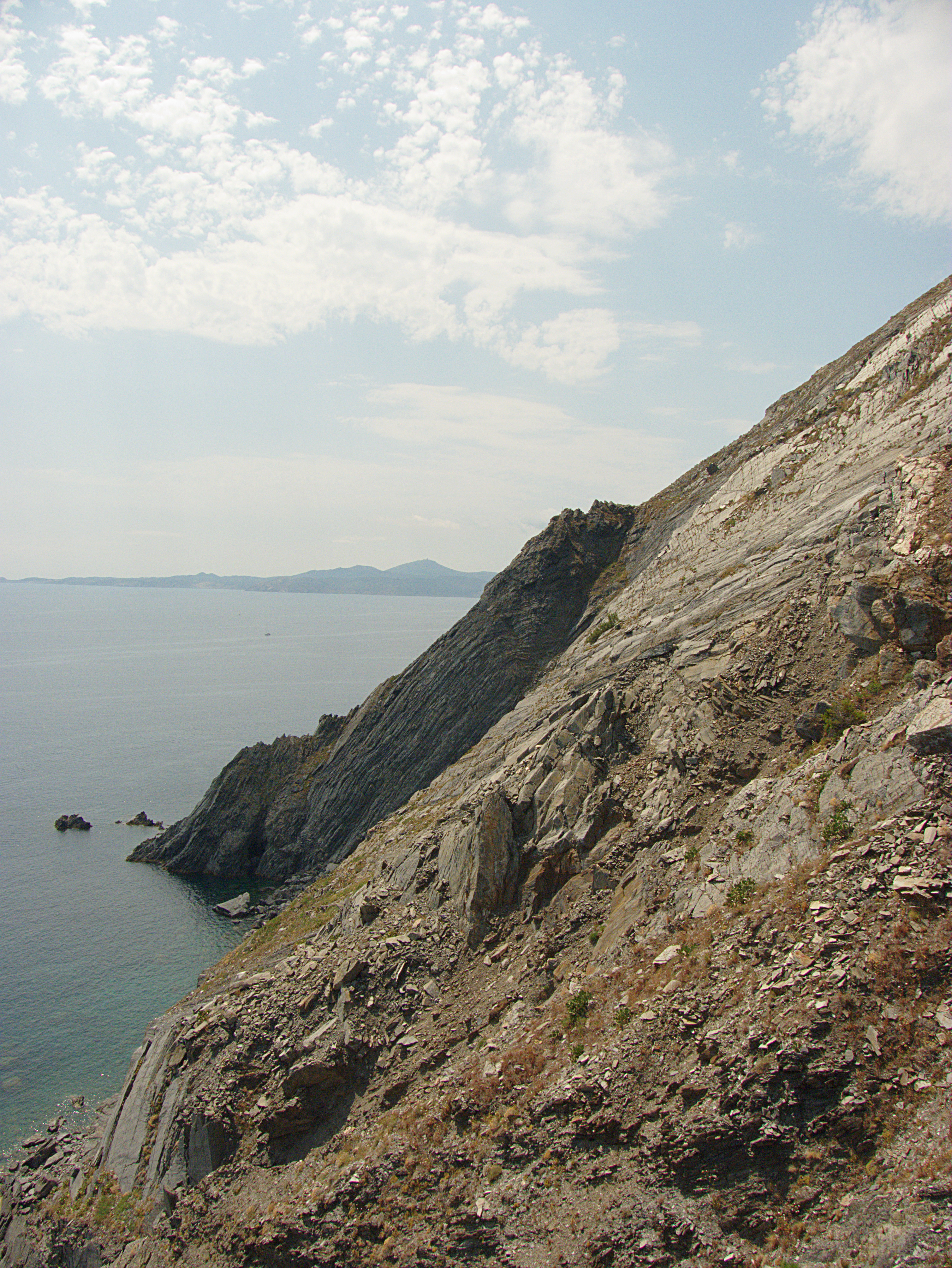
Wandfuß mit Punta l'Ocell
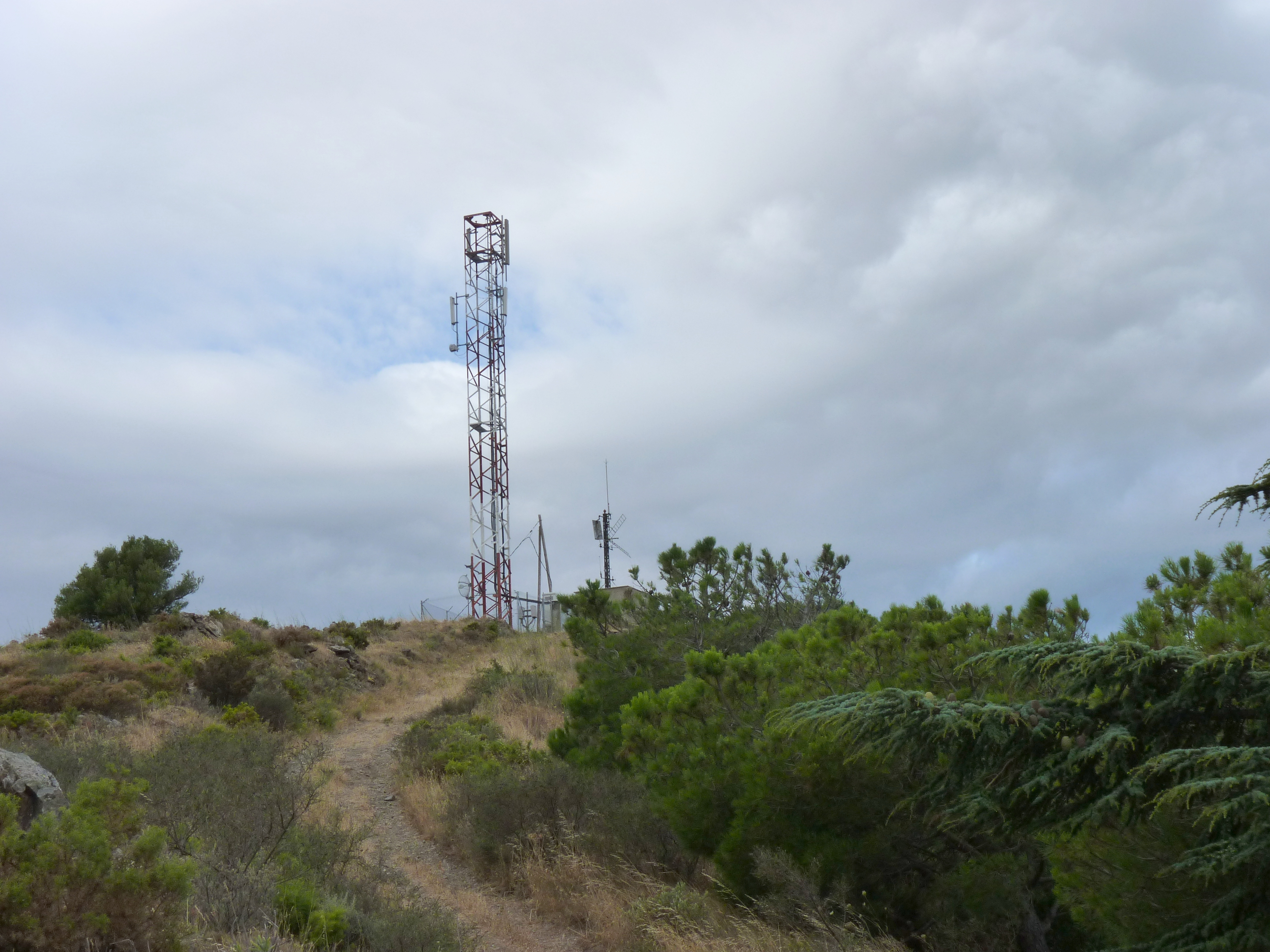
Sendemast in Gipfelnähe
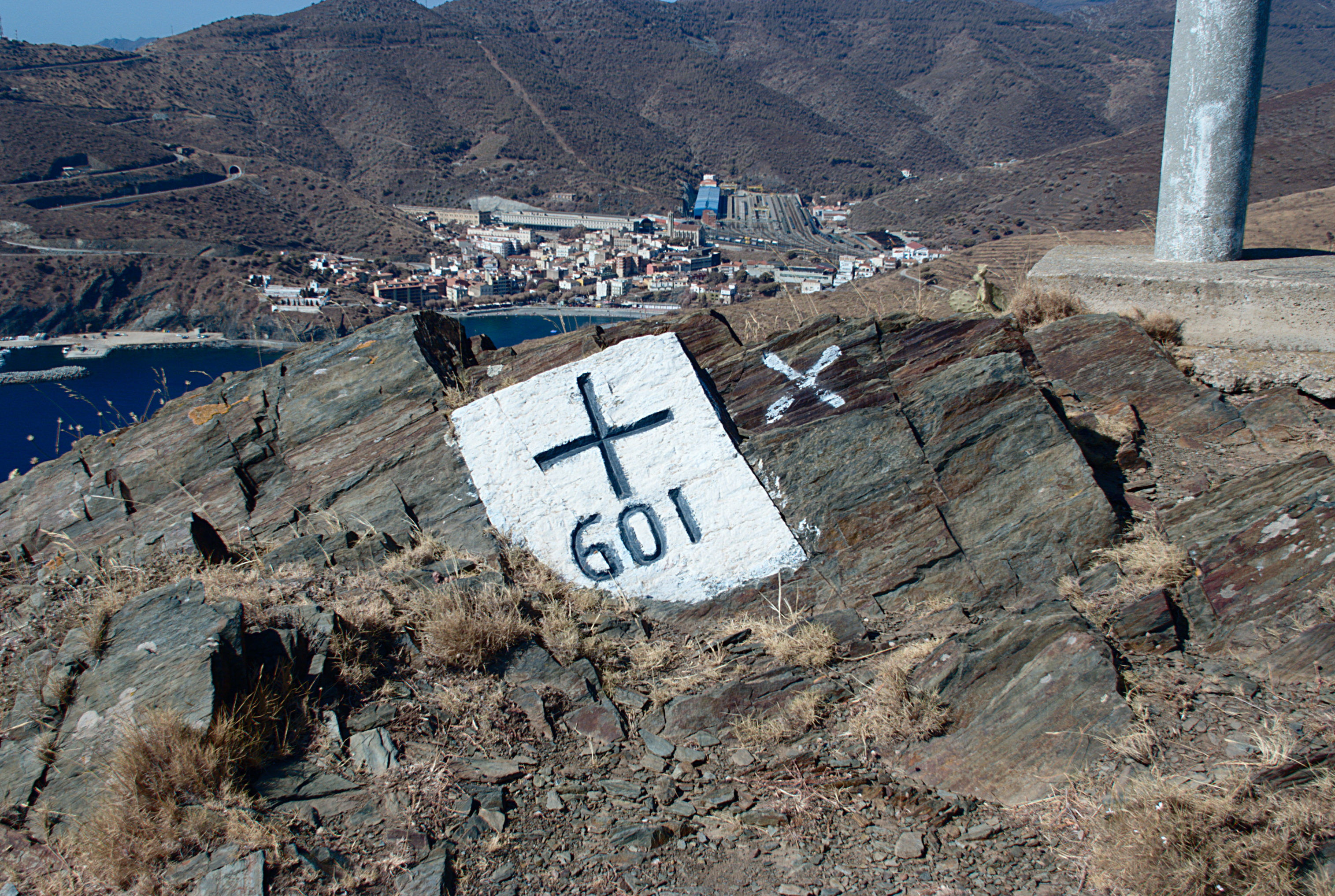
Grenzkreuz N° 601